# Colt Model 1878
Le Colt Modèle 1878 est un fusil de chasse à deux canons lisses juxtaposés fabriqué aux États-Unis à la fin du XIXe siècle. Le client pouvait choisir le  calibre (10 ou 12) et le chokage des canons.

## Technique
Muni de 2 détentes,il fonctionne grâce à une platine à chiens externes et s'ouvre à l'aide d'une clef type top lever. Les organes de visée sont fixes et se limitent à un guidon en forme de grain d'orge. La crosse demi-pistolet et le fût sont en noyer et partiellement quadrillés. La longueur des canons était de 71, 76 ou 81 cm.

## Données pour le Colt Model 1878 en calibre 12
- Longueur des canonsd : 71 cm
- Longueur de l'arme : 113 cm
- Masse de l'arme vide : 3,4 kg
- Capacité : 2 coups

## Diffusion
- Produit à ± 22 700 exemplaires, il fut essentiellement vendu à des chasseurs nord-américains. Cependant son client le plus célèbre est la Wells Fargo qui en arma ses cochers.
- Les amateurs de tir western peuvent utiliser une reproduction de ce fusil de cocher produite en Italie. Disponible qu'en calibre 12/76 mm, le Chaparral 1878 Coach Gun est muni de canons de 51 cm et mesure 1 m pour une masse à vide de 3,5 kg.

## Dans la culture populaire
Dans le western Appaloosa, Everett Hitch (joué par Viggo Mortensen) utilise une réplique de ce fusil tirant à blanc : le SK 1878, conçu par Steve Karnes pour le compte de la firme Gibbons Ltd.

## Sources
- Yves L. Cadiou, Les Colt (4) : fusils, carabines et mitraileuses, Éditions du Portail, 1999.